# Krivodol

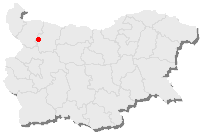
Krivodols läge i Bulgarien.

Krivodol (bulgariska: Криводол, uttalat [krivuˈdɔl]) är en stad i nordvästra Bulgarien och en del av Vratsa-provinsen. Staden ligger i västra delen av provinen, halvvägs mellan Vratsa och Montana och ca 130 kilometer norr om Sofia. Staden har bland annat ett historiskt museum och ett konstgalleri. Kända personer från orten är Georgi Miltjev ("Godzji") och Nina Nikolina. 

## Befolkningsutveckling
| Befolkningsutvecklingen i Krivodol 1934–2011 | Befolkningsutvecklingen i Krivodol 1934–2011 | Befolkningsutvecklingen i Krivodol 1934–2011 | Befolkningsutvecklingen i Krivodol 1934–2011 | Befolkningsutvecklingen i Krivodol 1934–2011 |
| -------------------------------------------- | -------------------------------------------- | -------------------------------------------- | -------------------------------------------- | -------------------------------------------- |
|                                              |                                              |                                              |                                              |                                              |
| År                                           |                                              |                                              | Folkmängd                                    |                                              |
| 1934                                         | 1934                                         |                                              | 3 427                                        |                                              |
| 1946                                         | 1946                                         |                                              | 3 771                                        |                                              |
| 1956                                         | 1956                                         |                                              | 4 537                                        |                                              |
| 1965                                         | 1965                                         |                                              | 4 615                                        |                                              |
| 1975                                         | 1975                                         |                                              | 4 390                                        |                                              |
| 1985                                         | 1985                                         |                                              | 4 206                                        |                                              |
| 1992                                         | 1992                                         |                                              | 4 193                                        |                                              |
| 2001                                         | 2001                                         |                                              | 3 832                                        |                                              |
| 2011                                         | 2011                                         |                                              | 3 157                                        |                                              |
|                                              |                                              |                                              |                                              |                                              |